# 國際能源署
国际能源總署（缩写为 ）是總部設於法國巴黎的政府间国际组织。

## 历史
1974年由经济合作与发展组织為应对能源危机设立。起初國際能源署致力於預防石油供給的異動，同時亦提供國際石油市場及其他能源領域的統計情報。国际能源总署对28个成员国起到了政策顾问的作用，也为一些非成员国， 例如中国，印度和俄罗斯等国进行工作。该组织目前的委托责任拓展并集中在良好的"3E"能源政策，即能源安全、经济发展以及环境保护。 後者致力於減輕氣候變化。 
国际能源署在提升可替代能源（包括可再生能源），理性能源政策以及国际间能源技术合作等起到了作用。
国际能源署成员国要求总石油库存保持在至少相当于前一年90天净进口量的水平。
2009年7月底，国际能源署成员国共持有综合库存约43亿桶原油。

## 现任国际能源总署执行总裁
2011年3月11日，前荷蘭經濟部長，瑪麗亞·范·德·霍文當選為執行董事。在2011年9月1日，她繼田中伸男之後繼任為執行董事。副執行董事是理查·鐘斯。
2015年9月1日，來自土耳其的法提赫•比羅爾接替瑪麗亞·范·德·霍文，成為國際能源總署新一任執行董事。他是一名經濟學家和能源專家，曾在國際能源總署擔任首席經濟學家和全球能源經濟主任。

## 调停历史
- 1991年，第一次海湾战争。
- 2005年，国际能源总署在飓风卡特里娜影响美国石油生产后，于一个月内每天投放了2百万桶原油。
- 2008年8月29日，国际能源总署宣布，如果飓风古斯塔夫对墨西哥湾油气设备造成严重破坏，将会投放战略储备。[9]

## 成員國

国际能源总署成员国分布图
成員國
準會員國

| 國際能源署目前有30个成员国，資格必須為經濟合作發展組織的成員國。墨西哥於2018年加入，為最新加入的成員國： |                                                                                       |
| 奥地利 比利时 加拿大 捷克 丹麦 爱沙尼亚 芬兰 法國 德国 希腊 匈牙利 爱尔兰 義大利 日本                    | 盧森堡 墨西哥 荷蘭 新西兰 挪威 波蘭 葡萄牙 斯洛伐克 西班牙 瑞典 瑞士 土耳其 英国 美国 |

## 能源效率
在2007年6月海里根达姆峰会上，8国集团承认在2007年3月针对欧盟提出关于能源效率的国际新方案进行了讨论，同意和国际能源署一起进行探讨，这将是一条提高国际能源效率的最有效途径。一年后，2008年6月8日，在日本青森举行的2008年八国集团首脑框架下的能源部长会议上，8国集团成员国，以及中国，印度，韩国和欧洲共同市场决定建立国际能源效率合作伙伴。

## 可再生能源
盖伊·皮尔斯（英語：Guy Pearse）指出，国际能源署一直低估了可再生能源替代品的潜力。
能源观察组（英語：The Energy Watch Group，縮寫EWG），是一个由科学家和政治家组成的联合体，分析了官方对能源产业的预测，声称国际能源署对传统能源的具有体制上的偏见，一直使用“具有误导性的数据”来对可再生能源的案例进行削弱，例如风能和太阳能。在2008年能源工作组报告中比较了国际能源署对于风力发电能力增长的预测，认为它一贯低估风力发电产业能够提供的能源数额。
例如，在1998年，国际能源署预测，全球风力发电总量将达到2020年47.4万千瓦，但能源工作组的报告指出，这一水平已在2004年底达成。该报告还指出，国际能源署还没有从以前的低估中汲取教训，去年全球风电净增长比国际能源总署对1995-2004年预测的平均值高4倍。
由于整个可再生能源部门对于国际能源署作为全球能源管理机构的表现不满，國際可再生能源機構(IRENA)于2009年1月26日成立。其目的是使该机构于2010年正式开始运作，初始年度预算为2500万欧元。

## 针对虚高产量估计的指控
国际能源总署一直由于其对全球石油储量的夸大而备受谴责。特别是，石油峰值假设的支持者们控告该机构公布的评估是不，特别是假设的支持者都指责该机构公布的估计数字是不现实的，而事实上，他们常常在公布后又下调。 2009年11月，一位不知姓名的“高级官员”说，国际能源署由于美国政府的压力经常高估全球石油供应。

## 外部連結
- 国际能源署（页面存档备份，存于） (International Energy Agency, IEA)
- 國際可再生能源機構（页面存档备份，存于） (International Renewable Energy Agency, IRENA)